# 赵丽蓉
赵丽蓉（1928年3月11日—2000年7月17日），天津市宝坻区人，中國女演员，評劇、小品表演艺术家。

## 生平
赵丽蓉是天津宝坻区西庄村（今属口东镇）人。孩提时期在沈阳被抱上戏台演“彩娃子”（喜神），四、五岁便守在侧幕看戏，六岁登台演“童儿”。1937年“七七事变”后定居北平（今北京），拜马金贵为师并开始正式学戏，工青衣、花旦。此后在包头、大同、哈尔滨、沈阳、张家口等地“走南闯北”，1945年成为主角。1949年前，赵丽蓉加入门头沟“青年剧社”。北平和平解放后，与小白玉霜等同占华北戏院日夜分班演出。1952年参加军委总政解放实验评剧团后，一直与新凤霞合作，初演闺门旦，后演彩旦。她曾在《刘巧儿》中扮演大婶、《花为媒》中扮演阮妈、《杨三姐告状》中扮演杨母等。1953年进入中国评剧院。1962年，赵丽蓉参加演出的评剧《花为媒》被搬上银幕，后来《杨三姐告状》也拍摄成电影。
赵丽蓉最初登上中国中央电视台春节联欢晚会舞台表演小品是在1988年，此后一共参加了7届。演出包括《急诊》(1988年)、《英雄母亲的一天》(1989年)、《吃饺子》(1994年)、《如此包装》(1995年)、《打工奇遇》(1996年)等。赵丽蓉第一次在电视连续剧中扮演角色是在中国中央电视台摄制的电视剧《西游记》中，此后，她在影视片《苍生》中饰田大妈、《红楼梦》中饰刘姥姥。1991年，她凭电影《过年》中的“母亲”一角获该年度东京国际电影节最佳女主角奖以及同年的中国电影政府奖。1992年，她又获得了百花奖最佳女主角奖和第四届中国电影表演艺术学会大奖。 
赵丽蓉家中有六个姐妹、两名兄长。她的大姐与评剧演员芙蓉花之兄王顺堂结亲后，对弟妹们的成长有很大影响。当最小的赵丽蓉出生时，家中已形成良好的戏曲氛围。她的哥哥是著名小生演员赵连喜。 
2000年7月17日清晨7时30分，赵丽蓉因肺癌在北京海淀区温泉白家疃家中逝世，享年72岁。

## 作品

### 历年春节联欢晚会小品
- 1988《急诊》合作演员：游本昌、王丽云、薛培培
- 1989《英雄母亲的一天》合作演员：侯耀文
- 1992《妈妈的今天》合作演员：巩汉林、李文启
- 1994《吃饺子》合作演员：李文启、王涛
- 1995《如此包装》合作演员：巩汉林、孟薇等
- 1996《打工奇遇》合作演员：巩汉林、金珠等
- 1998《功夫令》合作演员：巩汉林
- 1999《老将出马》合作演员：巩汉林、金珠等

### 电影
| 年份   | 片名               | 角色       | 备注         |
| 1956年 | 《刘巧儿》         | 李大婶     | 评剧戏曲电影 |
| 1963年 | 《花为媒》         | 阮妈       | 评剧戏曲电影 |
| 1964年 | 《小二黑结婚》     | 三仙姑     | 评剧戏曲电影 |
| 1981年 | 《杨三姐告状》     | 杨母       | 评剧戏曲电影 |
| 1989年 | 《红楼梦》         | 刘姥姥     |              |
| 1991年 | 《过年》           | 母亲       |              |
| 1992年 | 《孝子贤孙伺候着》 | 二小的母亲 |              |

### 电视剧
| 年份   | 片名         | 角色       | 备注 |
| 1984年 | 《西游记》   | 车迟国王后 |      |
| 1988年 | 《苍生》     | 田大妈     |      |
| 1994年 | 《爱谁是谁》 | 老红娘     |      |

## 奖项与提名
| 年份   | 颁奖典礼                           | 奖项       | 作品               | 结果 |
| ------ | ---------------------------------- | ---------- | ------------------ | ---- |
| 1991年 | 第14届大众电影百花奖               | 最佳女主角 | 《过年》           | 獲獎 |
| 1991年 | 第11届中国电影金鸡奖               | 最佳女主角 | 《过年》           | 提名 |
| 1991年 | 第六届东京国际电影节               | 最佳女演员 | 《过年》           | 獲獎 |
| 1993年 | 第四届中国电影表演艺术学会金凤凰奖 | 表演学会奖 | 《孝子贤孙伺候着》 | 獲獎 |

## 家庭
赵丽蓉一生有过两次婚姻。1954年，赵丽蓉与同在中国评剧团任职的盛强结婚，二人育有二子。1957年，盛强被打成“右派”，被下放到农场劳动，后突发疾病离世。之后盛强的姐姐和赵丽蓉的二哥出面，劝说赵丽蓉嫁给盛强的弟弟盛弘。起初赵丽蓉对嫁给自己小叔子一事心存抵触，后来终于接受；1964年，赵丽蓉与盛弘结婚，二人育有一子一女，其中女儿患有先天性疾病，11岁时夭折。盛弘于1984年病逝。

## 纪念建筑
- 宝坻区文化广场（赵丽蓉广场）

## 外部連結
- 赵丽蓉在香港影庫上的簡介
- 赵丽蓉在互联网电影资料库（IMDb）上的資料（英文）
- 赵丽蓉在豆瓣上的资料（简体中文）